# کاروانسرای سهل‌آباد
کاروانسرای سهل آباد مربوط به اواخر دوره تیموریان یا اوایل دوره صفوی است و در شهرستان قوچان، روستای سهل آباد واقع شده است. این اثر در تاریخ ۱۷ اسفند ۱۳۸۱ با شمارهٔ ثبت ۷۶۰۸ به‌عنوان یکی از آثار ملی ایران به ثبت رسیده است.